# Лернагог-1
Лернагог-1 (англ. Lernagog-1) — стоянка эпохи неолита (VIII-VII вв. до н.э.), располагающаяся возле села Лернагог в Армавирской области Армении.

## Описание
Археологические исследования проводятся при финансировании Японского фонда развития науки (JSPS KAKENHI Fostering Joint International Research) при Министерстве образования, культуры, спорта и науки Японии, Института археологии и этнографии Национальной академии наук Республики Армения.
Исследования древнего городища Лернагог-1 Армавирской области показали, что на рубеже VIII-VII тыс. лет до н.э. здесь жила община, жители которой освоили технику раннего животноводства и технику строительства глинобитных домов. В этом смысле раскопки Лернагога-1 имеют большое значение в исследовании первых оседлых сообществ древнего мира.
Исследования показали, что у людей, проживавших в этом поселении, были определенные навыки в архитектуре — были обнаружены следы глиняных построек.